# Challenger Temuco 2022
Il Challenger Temuco 2022 è un torneo maschile tennis professionistico. È la 1ª edizione del torneo, facente parte della categoria Challenger 100 nell'ambito dell'ATP Challenger Tour 2022, con un montepremi di 106 240 $. È in corso dal 21 al 27 novembre 2022 sui campi in cemento del Parque Estadio Germán Becker di Temuco, in Cile.

## Partecipanti

### Teste di serie
| Nazionalità     | Giocatore                     | Ranking* | Testa di serie |
| --------------- | ----------------------------- | -------- | -------------- |
| Argentina       | Facundo Bagnis                | 103      | 1              |
| Ecuador         | Emilio Gómez                  | 111      | 2              |
| Perù            | Juan Pablo Varillas           | 119      | 3              |
| Argentina       | Juan Pablo Ficovich           | 136      | 4              |
| Argentina       | Santiago Fa Rodríguez Taverna | 169      | 5              |
| Argentina       | Facundo Mena                  | 177      | 6              |
| Argentina       | Renzo Olivo                   | 188      | 7              |
| Argentina       | Nicolás Kicker                | 200      | 8              |
| Rep. Dominicana | Nick Hardt                    | 219      | 9              |

* Ranking al 14 novembre 2022.

### Altri partecipanti
I seguenti giocatori hanno ricevuto una wild card per il tabellone principale:
- Nicolás Bruna
- Juan Ignacio Galarza
- Juan Bautista Otegui

I seguenti giocatori sono passati dalle qualificazioni:
- Matías Zukas
- Guido Andreozzi
- Alafia Ayeni
- Tomás Farjat
- Tomás Lipovšek Puches
- Federico Zeballos

Il seguente giocatore è entrato in tabellone come lucky loser:
- Blaise Bicknell

## Campioni

### Singolare
Guido Andreozzi ha sconfitto in finale  Nicolás Kicker con il punteggio di 4–6, 6–4, 6–2.

### Doppio
Guido Andreozzi /  Guillermo Durán hanno sconfitto in finale  Luis David Martínez /  Jeevan Nedunchezhiyan con il punteggio di 6–4, 6–2.